# Gardes de village
Les gardes de village (en turc : Köy Korucuları ou Gönüllü Köy Korucuları) sont une organisation paramilitaire turque et une force auxiliaire armée créée au milieu des années 1980, par le Premier ministre turc Turgut Özal, dans le cadre du conflit entre l'État turc et le Parti des travailleurs du Kurdistan, qui le qualifie de terroriste. Supplétifs des forces de sécurité turque et de l'armée turque, les miliciens participèrent aussi à la traque des terroristes en zone montagneuse. C'est aussi une force de maintien de l’ordre dans les villages à majorité kurde sur le territoire turc.

## Effectifs
Il y a 45 181 miliciens kurdes en 2013.

## Principaux matériels en service en 2013

### Armement
| Modèle | Type                     | Calibre | Origine            | Notes                          |
| ------ | ------------------------ | ------- | ------------------ | ------------------------------ |
| MPT-76 | Fusil d’assaut           | 7,62 mm | Turquie            |                                |
| PKM    | Mitrailleuse polyvalente | 7,62 mm | Allemagne de l'Est | Provient des stocks de la NVA. |
| LMG-K  | Fusil mitrailleur        | 7,62 mm | Allemagne de l'Est | Provient des stocks de la NVA. |
| AK-47  | Mitrailleuse             | 7,62 mm | Allemagne de l'Est | Provient des stocks de la NVA. |